# Zvonimir Soldo
Zvonimir Soldo (ur. 2 listopada 1967 w Zagrzebiu) – chorwacki piłkarz grający na pozycji obrońcy lub pomocnika. Z reprezentacją Chorwacji, w której barwach rozegrał 61 meczów, zdobył brązowy medal na Mistrzostwach Świata 1998. Jest wychowankiem Dinama Zagrzeb, w którym zdobył mistrzostwo i Puchar Chorwacji. Przez dziesięć lat był zawodnikiem VfB Stuttgart. Piłkarską karierę zakończył w maju 2006 roku.

## Sukcesy piłkarskie
- mistrzostwo Chorwacji 1996 i Puchar Chorwacji 1996 z Dinamem Zagrzeb
- Puchar Niemiec 1997, wicemistrzostwo Niemiec 2003 i finał Pucharu UEFA 1998 z VfB Stuttgart

W Bundeslidze rozegrał 301 meczów i strzelił 15 goli.
W reprezentacji Chorwacji od 1994 do 2002 roku rozegrał 61 meczów i strzelił 3 bramki – brązowy medal Mistrzostw Świata 1998 oraz starty w Euro 1996 (ćwierćfinał) i Mundialu 2002 (runda grupowa).

## Życie prywatne
- Zvonimir Soldo studiował prawo na Uniwersytecie w Zagrzebiu.
- Jest żonaty i ma trójkę synów. Najmłodszy z nich, Nikola stawia pierwsze kroki w piłce grając w młodzikach Dinamo Zagrzeb.

## Odznaczenia
- Order Chorwackiej Koniczyny (1998)[1]